# Lilium souliei
Lilium souliei là một loài thực vật có hoa trong họ Liliaceae. Loài này được (Franch.) Sealy miêu tả khoa học đầu tiên năm 1950.